# Torneos de verano del fútbol cordobés
Los torneos de verano del fútbol cordobés son una serie de partidos de carácter amistoso que se disputan íntegramente entre clubes de la provincia de Córdoba a modo de preparación para los equipos antes del inicio de la temporada profesional.
En su primera edición en 2013, se llamó Copa Córdoba y la segunda de 2014 fue Copa Mundo D. Se retomó en 2019, con la Copa Ciudad de Córdoba y, luego de dos años de pausa por la pandemia de COVID-19, en 2022 se volvió a disputar. Ese año tuvo el nombre de Copa Córdoba nuevamente, mientras que en su edición 2023 se llamó Copa Clásicos de Córdoba y contó con la participación de seis equipos.
El club con más títulos es Talleres, aunque también la disputaron Belgrano, Instituto, Racing, Estudiantes de Río Cuarto, Sportivo Belgrano de San Francisco y Argentino de Monte Maíz.
Aunque también existió la Copa Ciudad de Córdoba desde 1999 hasta 2002, teniendo dos ediciones más en 2007 y 2009, y la Copa Provincia de Córdoba en 2014, en la mayoría de los casos, eran invitados equipos que no eran de la provincia.

## Antecedentes
Entre 1961 y 1999, se disputaron 21 ediciones de la Copa Neder Nicola, un torneo que incluía a los principales clubes de Córdoba y se jugaba en distintos momentos del año. Este torneo vio campeones a Instituto, Belgrano, Talleres, Racing y Unión San Vicente, todos equipos que destacaban en los torneos de la Liga Cordobesa, así como también en los Metropolitanos y Nacionales.
Los primeros torneos de verano llegaron en el año 2000, cuando se jugó la primera Copa Ciudad de Córdoba con Talleres y Belgrano, que tuvo como invitados a Boca Juniors y River Plate. Este formato se replicó en 2001 y 2002. El club Millonario se alzó con el título en la primera y en la última edición, mientras que el Matador fue el campeón en la restante.
No fue sino hasta 2013 que se jugaron los primeros torneos de verano exclusivos del fútbol cordobés. Estos contaron con la participación de clubes de distintas categorías nacionales e incluían a aquellos que se encontraban incluso fuera de la ciudad capital.

## Torneos

### Copa Córdoba 2013
| Equipo    | Pts | PJ | PG | PE | PP | GF | GC | DG |
| --------- | --- | -- | -- | -- | -- | -- | -- | -- |
| Belgrano  | 4   | 2  | 1  | 1  | 0  | 3  | 2  | 1  |
| Talleres  | 3   | 2  | 1  | 0  | 1  | 2  | 1  | 1  |
| Instituto | 1   | 2  | 0  | 1  | 1  | 2  | 2  | 0  |

| 15 de enero de 2013, 22:10 | Instituto | 0:2 (0:1) | Talleres                | Estadio Mario Alberto Kempes, Córdoba |                        |
|                            |           | Reporte   | Klusener 38' (pen.) 73' | Árbitro(s): Pablo Díaz                | Árbitro(s): Pablo Díaz |

| 21 de enero de 2013, 22:10 | Talleres | 0:1 (0:0) | Belgrano     | Estadio Mario Alberto Kempes, Córdoba |                             |
|                            |          | Reporte   | González 53' | Árbitro(s): Sergio Pezzotta           | Árbitro(s): Sergio Pezzotta |

| 25 de enero de 2013, 22:10 | Instituto                     | 2:2 (1:2) | Belgrano                    | Estadio Mario Alberto Kempes, Córdoba |                              |
|                            | Martorell 43' · Velázquez 59' | Reporte   | Báez 14' (a.g.) · Farré 24' | Árbitro(s): Federico Beligoy          | Árbitro(s): Federico Beligoy |

### Copa Mundo D 2014
| Equipo            | Pts | PJ | PG | PE | PP | GF | GC | DG |
| ----------------- | --- | -- | -- | -- | -- | -- | -- | -- |
| Talleres          | 4   | 2  | 1  | 1  | 0  | 4  | 3  | 1  |
| Instituto         | 3   | 2  | 1  | 0  | 1  | 4  | 3  | 1  |
| Sportivo Belgrano | 1   | 2  | 0  | 1  | 1  | 3  | 5  | -2 |

| 21 de enero de 2014, 21:30 | Instituto                             | 3:1 (1:0) | Sportivo Belgrano | Estadio Juan Domingo Perón, Córdoba                         |                                                             |
|                            | Tellechea 8' · Burzio 74' · Ábila 85' | Reporte   | Verino 87'        | Asistencia: 18.000 espectadores Árbitro(s): Cristian Atorri | Asistencia: 18.000 espectadores Árbitro(s): Cristian Atorri |

| 23 de enero de 2014, 21:30 | Talleres                   | 2:2 (2:0) | Sportivo Belgrano       | Estadio Mario Alberto Kempes, Córdoba                       |                                                             |
|                            | Carabajal 4' · Klusener 6' | Reporte   | Verino 50' · Medina 85' | Asistencia: 13.000 espectadores Árbitro(s): Julio Quinteros | Asistencia: 13.000 espectadores Árbitro(s): Julio Quinteros |

| 26 de enero de 2014, 22:00 | Instituto   | 1:2 (0:2) | Talleres                              | Estadio Mario Alberto Kempes, Córdoba                           |                                                                 |
|                            | Favalli 90' | Reporte   | Brítez Ojeda 40' · Sánchez Sotelo 43' | Asistencia: 25.000 espectadores Árbitro(s): Juan Pablo González | Asistencia: 25.000 espectadores Árbitro(s): Juan Pablo González |

### Copa Ciudad de Córdoba 2019
| 21 de enero de 2013, 20:10 | Talleres       | 2:0 (2:0) | Belgrano | Estadio Mario Alberto Kempes, Córdoba                    |                                                          |
|                            | Moreno 28' 32' | Reporte   |          | Asistencia: 30.000 espectadores Árbitro(s): Jorge Baliño | Asistencia: 30.000 espectadores Árbitro(s): Jorge Baliño |

### Copa Córdoba 2022
| 7 de febrero de 2022, 21:15 | Talleres                                              | 1:1 (1:0) (4:3 p.)         | Belgrano                                       | Estadio Mario Alberto Kempes, Córdoba                     |                                                           |
|                             | Garro 9'                                              |                            | Vegetti 90+7'                                  | Asistencia: 50 000 espectadores Árbitro(s): Andrés Merlos | Asistencia: 50 000 espectadores Árbitro(s): Andrés Merlos |
|                             |                                                       | Tiros desde el punto penal |                                                |                                                           |                                                           |
|                             | Catalán · Girotti · R. González · Esquivel · Villagra |                            | Bordagaray · Sánchez · Barrea · Miño · Vegetti |                                                           |                                                           |

| 8 de febrero de 2022, 21:00 | Instituto                 | 2:4 (1:0) | Racing                                                              | Estadio Mario Alberto Kempes, Córdoba |                             |
|                             | Molina 11' · Graciani 86' |           | Figueroa 59' (pen.) · Do Campo 62' · Rivero 78' (pen.) · Aman 90+8' | Árbitro(s): Fernando Rekers           | Árbitro(s): Fernando Rekers |

### Copa Clásicos de Córdoba 2023
| 21 de enero de 2023, 20:00 | Belgrano | 0:3 (0:2) | Talleres                                       | Estadio Mario Alberto Kempes, Córdoba                    |                                                          |
|                            |          | Reporte   | Pizzini 12' · Garro 42' · Buffarini 84' (pen.) | Asistencia: 50.000 espectadores Árbitro(s): Jorge Baliño | Asistencia: 50.000 espectadores Árbitro(s): Jorge Baliño |

| 24 de enero de 2023, 21:00 | Estudiantes (RC) | 0:1 (0:0) | Racing    | Estadio Ciudad de Río Cuarto Antonio Candini, Río Cuarto |                              |
|                            |                  | Reporte   | Gómez 63' | Árbitro(s): Belén Bevilacqua                             | Árbitro(s): Belén Bevilacqua |

| 28 de enero de 2023, 18:00 | Argentino (MM) | 0:0 (2:4 p.) | Sportivo Belgrano | Estadio Modesto Marrone, Monte Maíz |  |
|                            |                | Reporte      |                   |                                     |  |

## Estadísticas

### Campeones
| Equipo               | Campeonatos | Subcampeonatos |
| -------------------- | ----------- | -------------- |
| C. A. Talleres       | 4           | 1              |
| C. A. Racing         | 2           | 0              |
| C. A. Belgrano       | 1           | 3              |
| C. Sportivo Belgrano | 1           | 0              |
| Instituto A. C. C.   | 0           | 2              |
| A. A. Estudiantes    | 0           | 1              |
| C. D. Argentino      | 0           | 1              |

### Participaciones
| Equipo               | Participaciones |
| -------------------- | --------------- |
| C. A. Talleres       | 5               |
| C. A. Belgrano       | 4               |
| Instituto A. C. C.   | 3               |
| C. A. Racing         | 2               |
| C. Sportivo Belgrano | 2               |
| A. A. Estudiantes    | 1               |
| C. D. Argentino      | 1               |

## Goleadores
| Jugador          | Equipo               | Goles |
| ---------------- | -------------------- | ----- |
| Gonzalo Klusener | C. A. Talleres       | 3     |
| Rodrigo Garro    | C. A. Talleres       | 2     |
| Dayro Moreno     | C. A. Talleres       | 2     |
| Claudio Verino   | C. Sportivo Belgrano | 2     |